# Condeixa-a-Nova
Condeixa-a-Nova là một huyện thuộc tỉnh Coimbra, Bồ Đào Nha. Huyện này có diện tích 139 km², dân số thời điểm năm 2001 là 15340 người.